# Cecile Harnie
Cecile Harnie (Halle, 17 april 1945) was een Belgisch senator.

## Levensloop
Harnie was beroepshalve vrijgestelde bij de Kristelijke Arbeidersjongeren en studiemeesteres-opvoedster. Ook werd ze actief als sociaal activiste en was ze militant van het ACV.
Ze werd politiek actief bij Agalev en werd voor deze partij in 1991 verkozen tot lid van de Senaat als rechtstreeks verkozen senator voor het arrondissement Brussel. In december 1992 nam ze ontslag. Van 1988 tot 1991 was ze tevens gecoöpteerd senator.
In 1992 had ze als gevolg van het toen bestaande dubbelmandaat ook zitting in de Vlaamse Raad. De Vlaamse Raad was vanaf 21 oktober 1980 de opvolger van de Cultuurraad voor de Nederlandse Cultuurgemeenschap, die op 7 december 1971 werd geïnstalleerd, en was de voorloper van het huidige Vlaams Parlement.  